# Hochschule für die Wissenschaft des Judentums
La Hochschule für die Wissenschaft des Judentums (en français, Académie pour l'étude du judaïsme) était un établissement d'enseignement et de recherche de la Wissenschaft des Judentums à Berlin de 1872 à 1942.

## Histoire
La Hochschule für die Wissenschaft des Judentums ouvre le 6 mai 1872 à Berlin en tant qu'institution d'enseignement indépendante en vue de la préservation, de l'éducation et de la diffusion de la Wissenschaft des Judentums. Parmi ses fondateurs, il y a Abraham Geiger, Ludwig Philippson ou Salomon Neumann. Un bâtiment Artilleriestraße 14, maintenant Tucholskystrasse 9 à Berlin-Mitte, accueille l'université en 1907.
De 1883 à 1922 et de 1933 à 1942, l'institution a pour nom « Lehranstalt für die Wissenschaft des Judentums ».
L'établissement se donne une recherche impartiale, scientifique et doctrinale, sans obligation de direction religieuse, traite l'ensemble des domaines de la Wissenschaft des Judentums et être accessible à tous les élèves sans distinction de foi et de faculté. Il s'élargit ensuite davantage dans la formation scientifique des rabbins et des enseignants religieux.
Pendant le Troisième Reich, des cours de formation pour le travail social juif sont mis en place. Un transfert de l'institut à Londres échoue. Le 19 juillet 1942, il est fermé et les biens saisis. Le seul professeur et rabbin restant Leo Baeck est expulsé vers le camp de concentration de Theresienstadt avec les étudiants restants.
Postérité
Comme il n'y a pas d'école rabbinique européenne après la fermeture de l'établissement, le Leo Baeck College est fondé à Londres en 1956. Le directeur fondateur est diplômé de l'établissement, le rabbin Werner van der Zyl de Berlin. Les premiers enseignants sont des enseignants de Berlin, comme le rabbin Leo Baeck, le rabbin Ignaz Maybaum, Arjeh Dörfler ou Ellen Littmann. Le premier bibliothécaire, J. Dörfler, est un ancien bibliothécaire de l'établissement.
L'ancien bâtiment universitaire à Tucholskystrasse 9 est acquis par le Conseil central des Juifs en Allemagne et ouvre comme la « Leo-Baeck-Haus » le 19 avril 1999. C'est le siège du Conseil central.

## Personnalités
Professeurs
Leo Baeck, David Cassel, Hermann Cohen, Ismar Elbogen, Ernst Grumach, Julius Guttmann, Leopold Lucas, Chajim Steinthal, Eugen Täubler, Naftali Herz Tur-Sinai, Max Wiener, Johann Gottfried Wetzstein...
Élèves
Felix Adler, Emil Fackenheim, Abraham Joshua Heschel, Regina Jonas, Alex Lewin, Samuel Poznanski, Solomon Schechter, Julius Cohn, Leo Trepp...

## Source, notes et références
- (de) Cet article est partiellement ou en totalité issu de l’article de Wikipédia en allemand intitulé « Hochschule für die Wissenschaft des Judentums » (voir la liste des auteurs).